# Stilobezzia wygodzinskyi
Stilobezzia wygodzinskyi är en tvåvingeart som beskrevs av Lane 1947. Stilobezzia wygodzinskyi ingår i släktet Stilobezzia och familjen svidknott. Inga underarter finns listade i Catalogue of Life.